# Nanebevzetí Panny Marie (Škréta, 1649)
Nanebevzetí Panny Marie je oltářní obraz barokního malíře Karla Škréty v kostele Matky Boží před Týnem v Praze 1 na Starém Městě pražském. V rámci souboru barokních oltářních obrazů Karla Škréty a Petra Brandla je od roku 2006 národní kulturní památkou.

## Historie
Po skončení třicetileté války začali měšťané hojně zřizovat oltáře v novém barokním slohu. Mezi ně patří i hlavní oltář v kostele Matky Boží před Týnem, který byl i symbolickým poděkováním pražanů Matce Boží za ukončení dlouhého válečného konfliktu a za uhájení Prahy před Švédy v roce 1648, podobně jako Mariánský sloup na Staroměstském náměstí. To potvrzuje i nápis, který se nachází v horní části oltáře, v kartuši pod podstavcem sochy Archanděle Michaela: 
M[A]R[I]Æ MAGNÆ URBIS HVJVS TVTELARI SVPER CÆLOS OMNES ASSVMPTÆ HÆC ARA POSITA EST ET DICATA ANNO A VIRGINEO EJVS PARTV MDCXLIX (česky: Marii, ochránkyni tohoto Velikého [=Starého] města, vzaté nad všechna nebesa, byl tento oltář postaven a věnován roku od jejího panenského porodu 1649).
Podle testamentu expeditora při české komoře Zikmunda Jiřího Mráze z Milešovky stál oltář v hrubé stavbě už v roce 1645. Od Karla Škréty, který byl představeným staroměstského malířského cechu, si toto dílo objednal staroměstský magistrát, čili samospráva města. Škréta namaloval i obraz Nejsvětější trojice, který se nachází v oltářním nástavci. Pro Týnský chrám namaloval celkem devět obrazů; některé si od něho objednaly různé patricijské rodiny pro vedlejší oltáře. Na obraz Nanebevzetí se Škréta důkladně připravoval: na lavírované kresbě, která je v grafické sbírce Národní galerie, si načrtl horní část Nanebevzetí, kde je Maria s anděly. I když byl oltář posvěcen roku 1649, v roce 1654 Škréta dodatečně domaloval na obrazu ještě dvě postavy. 
Po čtyřiceti letech byl na začátku záři 2010 společně s obrazem Nejsvětější Trojice v oltářním nástavci restaurován. Po dvouměsíčním restaurování byl i s obrazem Nejsvětější trojice vystaven na výstavě Karel Škréta (1610–1674): Doba a dílo, která proběhla v Jízdárně Pražského hradu a ve Valdštejnské jízdárně. Po celou bobu, co nebyly obrazy v oltáři, byly zde místo nich fotokopie.  Předtím byly obrazy naposledy sejmuty v roce 1974, když byly vystavovány při výstavě Karla Škréty.

## Popis díla

Obraz v hlavním oltáři

Jedná se o olej na plátně o rozměrech 437 × 265 cm. Obraz je rozdělen na dvě poloviny – pozemskou a nebeskou – a děj se odehrává v krajině. V dolní části obrazu jsou kolem Mariina hrobu apoštolové. Hrob stojí na levé straně obrazu a apoštolové kolem něj svůj údiv vyjadřují pomocí gest, ať už ukazováním na nanebevzetí nebo hleděním do prázdného hrobu. V popředí na pravé straně sedí evangelista Marek, který si pravou rukou zastiňuje oči před září z nebe a levou rukou drží otevřenou knihu. Apoštol, který stojí pootočený na levé straně malby, svým pohledem přes rameno na diváka a pozdviženýma rukama plní funkci zprostředkovatele Mariina nanebevzetí. V horní nebeské polovině je bělostná Maria v oblacích nesena anděly do nebe. Maria má rozepjaté ruce a hledí vzhůru, jak by na Nejsvětější trojici na obrazu v oltářním nástavci; osoby Trojice se dívají dolů na Marii a drží pozvednutou korunu, jež je pro ni připravena. U nanebevzetí se Škréta inspiroval italskými vzory, Tizianem, Carraccii a Renim. Nanebevzetí je směrem vzhůru světelně odstupňováno.